# This Used to Be My Playground
A This Used to Be My Playground című dal Madonna amerikai énekesnő 1992. június 16-án megjelent kislemeze. Madonna ebben az évben szerepelt a Micsoda csapat! című filmben, mely egy valós életű valós életbeli amerikai lány baseballhoz kötődését ábrázolja. Madonnát felkérték, hogy rögzítsen egy dalt a filmhez. Azonban ekkor eléggé elfoglalt volt ötödik stúdióalbuma az Erotica felvételei miatt, melyet Shep Pettibone producerrel rögzített. Néhány ötlet után két nap múlva előálltak a dal címével "This Used to Be My Playground". Miután a dalt megmutatták Penny Marshall rendező csapatának, a dal önálló kislemezként jelent meg a Warner Bros. kiadásában. A szerződéses kötelezettségek miatt azonban nem szerepel a filmzenei albumon, és majd később a Barcelona Gold válogatásalbumra került fel, mely a nyár folyamán jelent meg, valamint Madonna 1995-ös Something to Remember című balladákat tartalmazó albumán.
A Madonna és Pettibone által írt dal, volt az első alkalom, hogy Pettibone vonós hangszerekkel dolgozott. Madonna a dalt egy Shure SM57 tipusú mikrofonnal rögzítette, zongora, orgona, és vonósok közreműködésével, és alap dob hangokkal. A dal záró felvétele után újra kellett készíteni a zenekari részt, hogy igazodjon a dalhoz. A "This Used to Be My Playground" egy billentyűs és húros hangszerekkel kezdődik, mely során Madonna visszafogottan énekel. A verse és a kórus összeolvad egymással, majd folytonossá válik a dalban, azonban a dal hirtelen véget ér. Lírailag a dal arról szól, hogy meglátogatja azt a helyet, ahol gyerekkorában játszott, és nem engedi el a múltat.
A dal pozitív értékeléseket kapott a zenekritikusoktól, akik alapvető dalként jelölték meg Madonna repertoárjában. A dal Golden Globe-díjat kapott a legjobb eredeti dal kategóriában. A dal sikeres volt, és felkerült a Billboard Hot 100-as kislemezlistára, ahol az 1. helyezett lett. A dal Madonna 10. top slágere volt a listán, közös versenyben Whitney Houstonnal, akinek abban az időben a legtöbb első helyezést elért dala volt. A dal Kanadában, Finnországban, Olaszországban, és Svédországban is slágerlistás helyezés volt, illetve Ausztráliában, Belgiumban, Franciaországban, Németországban, Írországban, Hollandiában, Norvégiában, Spanyolországban, Svájcban, és az Egyesült Királyságban Top 10-es helyezett volt. Madonna még soha nem adta elő a dalt élőben.

## Előzmények és kiadás

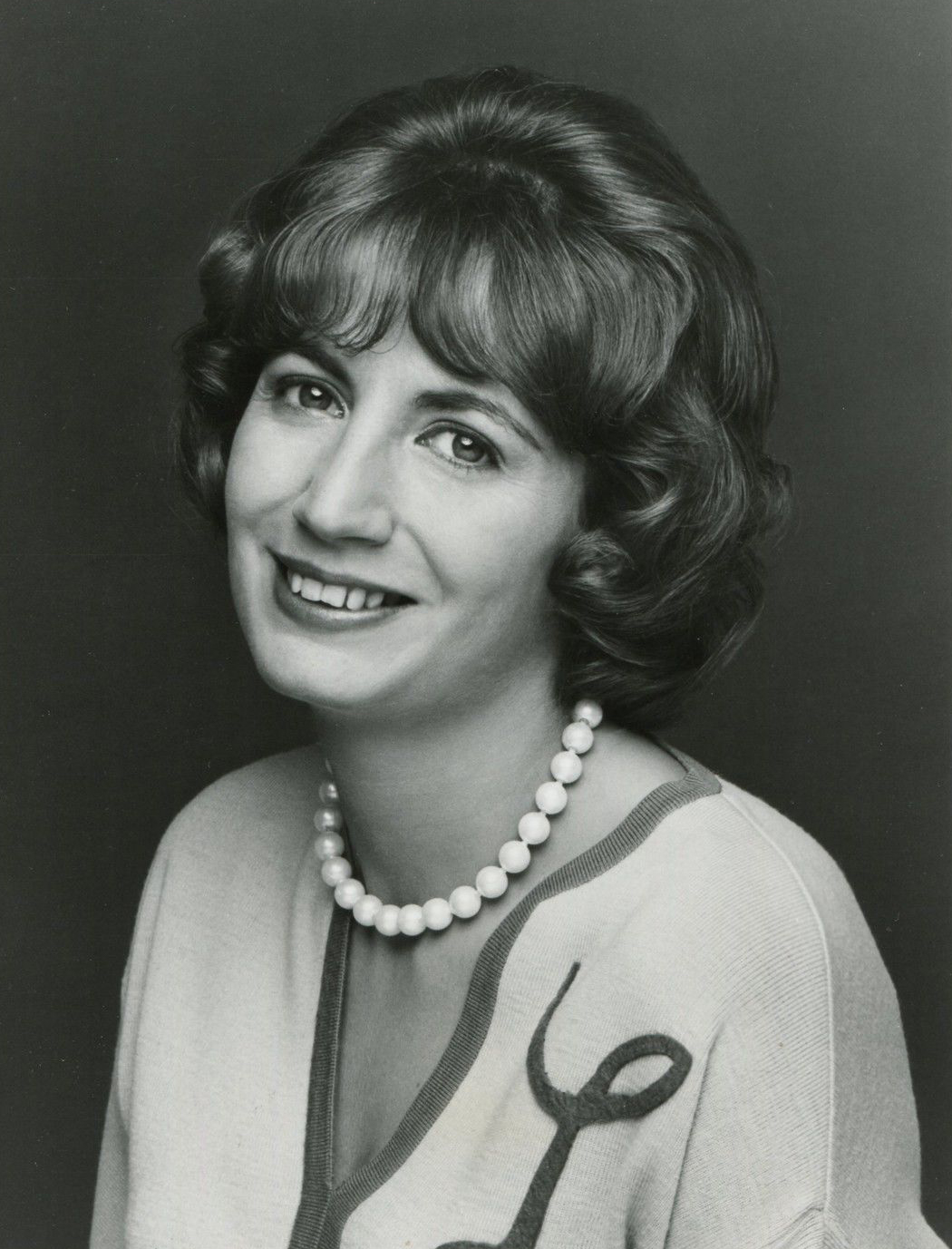
Madonna játszott a A League of Their Own című filmben, melyet Penny Marshall (a képen) rendezett

1992-ben Madonna szerepelt a Penny Marshall rendezte A League of Their Own című filmben, mely egy igazi amerikai lány baseball játékost ábrázolt. A Columbia Records képviselői Jay Landers zenei vezetőt választották meg a filmzenével teendő ügyekkel kapcsolatosan. Michael Dilbeckkel a Columbia Records zenei vezetőjével együtt döntöttek arról, hogy dalt készítenek a film számára. Landers szerint a Marshall zenei közösséghez fűződő kapcsolata segítette őket abban, hogy megválaszthassák azokat a művészeket, akikkel együtt akarnak dolgozni. A rendező azt akarta, hogy a zenét és a dalokat kortárs művészek adják elő, de figyelembe vették azt az 1943-1944-es időszakot, melyben a film játszódott. Carol King már elkezdte a dalírást a film számára, és Madonnával társult. A kiadó azt akarta, hogy Madonna rögzítsen egy újabb dalt. Lars emlékezett arra, hogy van valami "korai habozás" abban, ha Madonna filmbeli karakterét kell a zenével összefüggésben tartani, vagy külön kell választani a filmben és a dalban szereplőktől. Végül az utóbbi koncepciót választották.
A forgatás végeztével Madonna elkezdte ötödik stúdióalbuma, az Erotica felvételeit Shep Pettibone producerrel. 1992. január és március folyamán Madonna és Pettibone a demo felvételeken dolgozott, végül kiválasztottak 15 dalt. Amikor Lars felhívta Madonnát, és kérte tőle, hogy rögzítsen egy dalt a filmhez, az énekesnő és Pettibone éppen befejezték a Rain című ballada felvételét. Madonna beismerte, hogy nem rendelkezik anyaggal a filmhez, de Lars elmagyarázta, hogy Marshall csak egy balladát kér. Pettibone ugyanezen az éjszakán megkomponálta a dalt, és Madonnának is volt néhány ötlete, amelyet bele akart építeni a dalba. A "This Used to Be My Playground" dallama a számítógép által generált akkordokkal jött létre, majd újraírták a vonós hangszerek elrendezését, miközben egy zenekar várt a stúdióban. A The Guardian által készített interjú során Madonna elmondta, hogy a dal teljesen külön volt az "Erotica" felvételeitől, és maga a folyamat egy feladat volt, megírni a dalt, mely két napba telt. A végleges változatot benyújtották Marshall csapatának, melyre Lars úgy emlékezett, hogy nagyon tetszett, és mindannyian tudták, hogy nagyon sikeres lesz, és így tökéletes, ahogy van.
A dalt a jogok miatt nem lehetett feltenni a "A League of Their Own" című filmzene albumra, ehelyett viszont felkerült a Barcelona Gold című összeállításra, mely az 1992-es barcelonai nyári olimpia népszerűsítésére jelent meg. A Warner Bros. a dalt önálló kislemezen is megjelentette a film népszerűsítésére 1992. június 16-án. A dal később 1995-ben felkerült Madonna balladákat tartalmazó válogatás lemezére is, a Something to Remember címűre. A film végén lévő változatot soha nem hozták forgalomba.

## Felvételek és összetétel
A dal felvétele új élmény volt Pettibone számára, mivel ez volt az első alkalom, hogy élő zenészekkel, és együttessel dolgozott. Pettibone felvette a dal demo változatát, és a dobokat élőben rögzítette, majd zongora, és húros hangszereket adott a dalhoz. Eredetileg a dal hangszerelését húros hangszerek nélkül írta meg, és úgy döntött, hogy segítségül Jeremy Lubbock-hoz fordul, aki segít neki a munkálatokban. Lubbock korábban együtt dolgozott Madonnával az I’m Breathless című filmzene albumon. Madonna a dalt egy Shure SM57 típusú mikrofon segítségével rögzítette, a dallamot újra és újra lejátszva, megfigyelve a zongora, orgona, vonósok, és az alapvető hangzást Macintosh számítógépén. Pettibone a felvételi idő fennmaradó részét a dal tökéletesítésével töltötte ki. A dal elkészülte után Madonna Oregonba utazott, hogy elkészítse következő filmjét a Body of Evidence címűt, valamint hogy elkészítse az "Erotica" című dalt.
A duó 1992 májusában találkozott a Los Angeles-i Oceanway Stúdióban, hogy befejezze a dal hangszerelését. Lubbock alapjaihoz hozzáadták a végső alapokat, és megkezdődött a felvétel. Madonna és Pettibone azonban nem szerették volna a zenekart a dalban, és a teljes kompozíciót újra akarták venni. A producer emlékezett rá, hogy Madonnának és neki meg kellett változtatni az egész elrendezést, közvetlenül a stúdióban, az ott ülő teljes zenekarral, amiért óránként $15,000 kellett fizetni három óráért, és további $3000 dollárt minden megkezdett félóráért. Lubbock két olyan emberrel is beszélt, akik nem ismerték a B – C természetes értékeít, és Pettibone a számítógép közelében álltak, és énekelték a feljegyzett sorokat, melyet Lubbock javított. A teljes felvétel 2 óra és 58 perc alatt készült el, ezzel megtakarítva a zenekar számára a külön díj megfizetését. A dal utolsó felvétele a Memorial Day volt, ahol Madonna újravette a vezető éneket, és továbbfejlesztette azt. Végül közösen fejezték be a dalt.
A "This Used to Be My Playground" billentyűs, és húros hangszerek hangjával indul. A dal 77 BPM / perc ritmusú, és G-mollban íródott. Madonna énekhangja G 3 – tól B ♭ 4- ig terjed. A dal következő alapszekvenciája GM-F / G-E ♭ maj 7 -DM 7 -Gsus-G akkordszekvenciában van. Az akkordok váratlanul áramlanak a kezdetektől a dal végéig, E ♭-ről Gm-re, majd F-dúrra változva, majd ismét visszatérnek az előző sorhoz. A dal buja, romantikus, a dallam különböző tartományokon, és csúcsokon megy keresztül, a verse és a kórus egymásba áramlik, így zavartalanul hangzik együtt. Madonna visszafogottan, és kifejezően énekel a dalban, a vonós hangszerek, és háttérénekesek segítik őt a harmadik verse során. A dal végén az énekesnő hangja kettős, és nyugodt. A dal szövege arról szól, hogy Madonna kisgyermek korától kezdve felismeri azokat a helyeket ahol játszott, és felnőtt. ("This used to be my playground / This used to be my childhood dream"), melynek során a negyedik stúdióalbumának, a Like a Prayer (1989) című dalok írására hivatkozik. Az énekesnő dilemmában van a múlt és a szabadon bocsátás között, és arra a következtetésre jut, hogy az utóbbi nehezebb.("Say goodbye to yesterday (the dream) / Those are words I'll never say (I'll never say))". A dal hirtelen véget ér a zenekar hangjával, és egy háttérhang a következőket mondja: "Wishing you were here with me" (Bárcsak itt lennél velem). Ez a sor Madonna anyjának szól.

## Kritikák
A dal megjelenése után pozitív kritikákat kapott. J. Randy Taraborrelli író a Madonna: An Imtimate Biography című könyvében a dalt egy "melankolikus előadásnak" nevezte. Michelle Morgan a Madonna könyv szerzője egy "gyönyörű balladának" írta le a dalt. Hasonlóképpen nyilatkozott Humberto Quiroga Lavié is, aki a dalt Madonna egyik legjobb dalának nevezte a Secretos y Misterios de Hombres y Mujeres esszéjében. Rikky Rooksby a The Complete Guide to the Music of Madonna című könyvében azt írta, hogy a dal tökéletesen illeszkedett a filmhez, és annak vége felé mutató nosztalgikus pillanatra, megragadva ezzel a felnőtt karaktereket, melyek újraegyesültek a címsorban. Madonna egyik legjobb felvételének, és leginkább kifejező kislemezének nevezte a dalt. A Something to Remember című album hallgatása közben Chris Wade szerző a The Music of Madonna című könyvében azt írta, hogy a dal elővarázsolt egy "furcsán szomorú, nosztalgikus érzést, mely során elgondolkodunk a múlton". Dicsérte Madonna énekhangját, és a dalt "premier hangzásnak" nevezte, majd hozzátette, hogy az a mód, ahogyan Madonna énekel a melankolikus dalban, egyszerűen szívszorító [...]. Az egyik legszebb balladának nevezte Matthew Rettenmund író, majd megjegyezte könyvében, hogy a dalnak a listák élére való emelkedését elősegíti az a "becsületes kézbesítés, amelyet a dal nyújt, és a fájdalmas érzés a magány, a megbánás, és az elveszett barátságok iránti nosztalgikus érzés".
Matthew Jacobs a The Huffington Post-ból a The Definitive Ranking Of Madonna singles listáján a 32. helyen szerepeltette a dalt, melyről azt írta: "Meglepő, hogy ez a szívből jövő ballada a Justify My Love és az Erotica című dalok között jelent meg, mely megerősíti azt a sok koronát, amelyet Madonna viselhet". Hasonlóképpen vélekedett Jose F. Promis az AllMusic-tól, aki a dalt a hírhedt Erotica album csendes elődjének nevezte. Promis azt hitte, hogy a dal egyetlen verzióját érdemes begyűjteni, mivel CD változatban nem jelentették meg az Egyesült Államokban. Sal Cinquemani a Slant magazintól az énekesnő egyik filmzene dal drágakövének hívta a felvételt. Chris Hicks a Deseret News-től a dalt egy kedves "tempóváltó" dalnak nevezte. Richard LeBeau a Medum-tól a dalt olyannak írta le, mely "bélcsavarodást" okoz hallgatójának, mely a nosztalgiához, a gyászhoz, és a szívfájdalomhoz kapcsolódó témákat írja le. [...] azonban a dal karrierjének legjobb balladája, a 90-es évek egyik legjobb balladája.
Louis Virtel a The Backlot.com-ról a dalt az 52. helyre helyezte a 100 Greatest Madonna Songs (100 Legnagyobb Madonna dal) listájára, majd megjegyezte: "Madonna legjobb filmjének témája nosztalgikus, és kedves, mely egy nagy sláger, könnyfakasztó tulajdonságokkal. Mary Ann A. Bautist a Philippine Daily Inquirer-től a dalt az énekesnő egyik alternatív dalának nevezte [...] mely ugyanolyan romantikus, és megható, mint bármelyik másik ballada. Liz Smith a The Toledo Blade-től egy "kiváló balladának" írta le a dalt. A Barcelona Gold című válogatásalbum hallgatása során Bill Rice a The Daily Gazette-től azt írta: Madonna plasztikus kislemeze, a "This Used to Be My Playground" mely érmet érdemel. A Stylus magazintól Alfred Soto negatív véleménnyel volt a dalról, mint a "Like a Prayer" és "Promise to try" újrakiadása. A dalt a legjobb eredeti dal kategóriában Golden Globe díjra jelölték, de végül az Aladdin "A Whole New World" nyerte meg. Azonban a dal két elismerést szerzett az ASCAP díjkiosztón A legjobb filmzene és a legjobb popdal kategóriában.

## Sikerek
A dal a 35. helyen debütált az amerikai Billboard Hot 100-as kislemezlistán az 1992. július 4-i héten. A debütálást elősegítették az Airplay pontok, melyek lehetővé tették, hogy a dal belépjen a Hot 100 Airplay lista 14. helyre. A dal azonnali fordulatot vett, amikor a Hot 97 nevű New York-i, és a Wild 107-es San Francisco-i rádióállomások elkezdték játszani a dalt. Egy héttel később a dal a Hot 100-on a 17. helyre került, miután a legnagyobb eladásokat, és játszásokat produkálta. 1992. augusztus 8-án a dal egy héten belül első helyezést ért el, és ezzel Madonna 10. első helyezést elért kislemezévé vált, és helyet cserélt Whitney Houstonnal, aki abban az időben a legtöbb első helyezést elért női előadó volt. A dal Sir Mix-a-Lot "Baby Got Back" című dalának helyébe lépett, bár a Hot Singles Sales és Hot 100 Airplay listákon a 3. helyen szerepelt. Michael Ellis (Billboard) szerint a dal egy ponttal előzte meg a "Baby Got Back"-ot. A dal összesen 20 hétig volt slágerlistán, és az 1992. évi összesített listán a 21. helyen szerepelt.
A "This Used to Be My Playground2 a Hot Airplay 100-as lista 2. helyezettje volt, de felkerült az Adult Contemporary listára is, a 4. helyre. 1992. szeptember 10-ig az RIAA arany minősítéssel díjazta az 500.000 eladott példányt. A Billboard Madonna 40 legnagyobb slágereinek listáján a dalt a 22. helyen szerepeltette. Kanadában a dal az RPM Top kislemezlista 60. helyén debütált 1992. július 4-én. Hét hét után a dal első helyezett lett, összesen 19 hetet töltve ezzel a listán. A dal ugyancsak a 2. helyezett lett az RPM Adult Contemporary listán is.
A dal az Egyesült Királyságban a dal az UK Singles lista 5. helyén debütált, majd az 1992. augusztus 25-i héten a 3. helyezést érte el, összesen 9 hetet töltve ezzel a listán. 1992. szeptember 1-én a BPI ezüst minősítéssel díjazta az eladott 200.000 példányszámot. A kislemezből 2010 októberétől további 275.000 példányt értékesítettek. A dal nagy siker volt Európában, és számos országban, például Finnországban, és Svédországban is az első helyre került. Más országokban pedig Top 10-es helyezést ért el. Ennek eredményeképpen a dal az European Hot 100 Singles listán a 2. helyen szerepelt. Ausztráliában a dal a 9. helyezett volt az ARIA listán, és arany minősítést kapott az eladott 35.000 példány végett.

## Videóklip
A dalhoz készített zenei videót Alek Keshinhian rendezte, és 1992 júniusában forgatták a kaliforniai Hollywoodban, a Raleigh Stúdióban, és a Malibui strandon. A videó premierje az MTV-n 1992. június 30-án volt, egy nappal a A League of Their Own megjelenése előtt. A videóban egy ember fényképalbumot néz, illetve Madonna különböző beállításokban énekel a képeken belül. A videó végén az ember visszafelé lapozgatta a fotóalbumot. Összességében a videó egy fotóalbumon hozza vissza saját gyermekkorát, és azt is elmondja, hogy engedje el a múltat. A videoklipet 2004-ben bónuszként hozták forgalomba a 2 lemezes speciális A League of Their Own című DVD-n.
A klipet összehasonlították Boy George 1987-es "To Be Reborn" című klipjével, amelyben George egy fényképalbum oldalain is megjelenik a dal előadása közben. Maga George az önéletrajzi könyvében kijelentette, hogy dühös Madonnára, miután megnézte a klipjét, és átnevezte "This Use to Be My Video"-nak.

## Számlista
- 7" vinyl, Cassette single, Japanese 3" CD single

1. "This Used to Be My Playground" (single version) – 5:08
2. "This Used to Be My Playground" (long version) – 6:03

- European 12" vinyl, CD single

1. "This Used to Be My Playground" (single version) – 5:08
2. "This Used to Be My Playground" (instrumental version) – 6:54
3. "This Used to Be My Playground" (long version) – 6:03

## Közreműködő személyzet
- Madonna – dalszerző , producer , ének
- Shep Pettibone – dalszerző, producer, programok
- Jeremy Lubbock – húros hangszerek, programok
- Al Schmitt – hangmérnök , keverés
- Jeri Heiden – tervező

## Slágerlista
| Slágerlista (1992)                        | Legjobb helyezések |
| ----------------------------------------- | ------------------ |
| Ausztrália (ARIA)                         | 9                  |
| Ausztria (Ö3 Austria Top 40)              | 11                 |
| Belgium (Ultratop 50 Flanders)            | 6                  |
| Kanada Top Singles (RPM)                  | 1                  |
| Kanada Adult Contemporary Tracks (RPM)    | 2                  |
| Denmark (IFPI)                            | 5                  |
| European Hit Radio Top 40 (Music & Media) | 1                  |
| European Hot 100 Singles (Music & Media)  | 2                  |
| Finland (Suomen virallinen lista)         | 1                  |
| Franciaország (Single Top 100)            | 7                  |
| Németország (Media Control Charts)        | 6                  |
| Greece (IFPI)                             | 10                 |
| Írország (IRMA)                           | 2                  |
| Italy (Musica e dischi)                   | 1                  |
| Hollandia (Top 40)                        | 8                  |
| Hollandia (Single Top 100)                | 7                  |
| Új-Zéland (Recorded Music NZ)             | 14                 |
| Norvégia (VG-lista)                       | 3                  |
| Portugal (AFP)                            | 8                  |
| Spain (AFYVE)                             | 6                  |
| Svédország (Sverigetopplistan)            | 1                  |
| Svájc (Schweizer Hitparade)               | 6                  |
| Egyesült Királyság (UK Singles Chart)     | 3                  |
| US Billboard Hot 100                      | 1                  |
| US Adult Contemporary (Billboard)         | 4                  |

| Slágerlista (1992)                   | Helyezések |
| ------------------------------------ | ---------- |
| Australia (ARIA)                     | 45         |
| Belgium (Ultratop 50 Flanders)       | 38         |
| Canada Top Singles (RPM)             | 8          |
| Canada Adult Contemporary (RPM)      | 8          |
| Germany (Media Control Charts)       | 35         |
| Netherlands (Single Top 100)         | 43         |
| Switzerland (Schweizer Hitparade)    | 15         |
| UK Singles (Official Charts Company) | 43         |
| US Billboard Hot 100                 | 21         |
| US Adult Contemporary (Billboard)    | 33         |

## Minősítések
| Ország                   | Minősítés | Eladás  |
| ------------------------ | --------- | ------- |
| Ausztrália (ARIA)        | arany     | 35.000  |
| Egyesült Államok (RIAA)  | arany     | 500.000 |
| Egyesült Királyság (BPI) | ezüst     | 275.000 |
| Japán (Oricon)           |           | 24.240  |